# Talsperre Greers Ferry
Die Talsperre Greers Ferry (englisch Greers Ferry Dam) ist eine Talsperre mit Wasserkraftwerk im Cleburne County, Bundesstaat Arkansas, USA. Sie staut den Little Red River zu einem Stausee (engl. Greers Ferry Lake) auf. Die Kleinstadt Heber Springs befindet sich ca. 5 km (3 miles) südwestlich der Talsperre.
Die Talsperre dient neben der Stromerzeugung auch dem Hochwasserschutz und der Trinkwasserversorgung. Mit dem Bau der Talsperre wurde im März 1959 begonnen. Sie wurde im Dezember 1962 fertiggestellt. Die Talsperre wurde am 3. Oktober 1963 durch Präsident John F. Kennedy eingeweiht. Sie ist im Besitz des United States Army Corps of Engineers (USACE) und wird auch vom USACE betrieben.

## Absperrbauwerk
Das Absperrbauwerk ist eine Gewichtsstaumauer aus Beton mit einer Höhe von 74 m (243 ft) über dem Flussbett. Die Länge der Mauerkrone beträgt 519 m (1704 ft). Die Dicke der Staumauer liegt bei 61 m (200 ft) an der Basis.
Die Staumauer verfügt über eine Hochwasserentlastung mit sechs Wehrfeldern. Die maximale Wassermenge, die je über die Hochwasserentlastung und die Turbinen abgeleitet wurde, lag am 6. Dezember 2009 bei 301 m³/s (10.624 cft/s).

## Stausee
Beim normalen Stauziel von 140,8 m (462 ft) über dem Meeresspiegel erstreckt sich der Stausee über eine Fläche von rund 127,5 km² (31.500 acres) und fasst 3,45 Mrd. m³ (2,8 Mio. acre-feet) Wasser. Das maximale Stauziel bei Hochwasser beträgt 148 m (487 ft); das minimale Stauziel für die Stromerzeugung liegt bei 132,6 m (435 ft). Der Stausee hat eine Länge von ca. 80 km (50 miles).

## Kraftwerk
Das Kraftwerk befindet sich am Fuß der Talsperre. Es wurde im Juli 1964 fertiggestellt. Die installierte Leistung beträgt 96 MW; die beiden Francis-Turbinen des Kraftwerks leisten jede maximal 48 MW. Die durchschnittliche Jahreserzeugung liegt bei 189 Mio. kWh. Der Durchfluss liegt bei 85 m³/s (3000 cft/s).

## Sonstiges
Die Gesamtkosten des Projekts werden mit 46,5 Mio. USD angegeben.